# Konvent (Kloster)

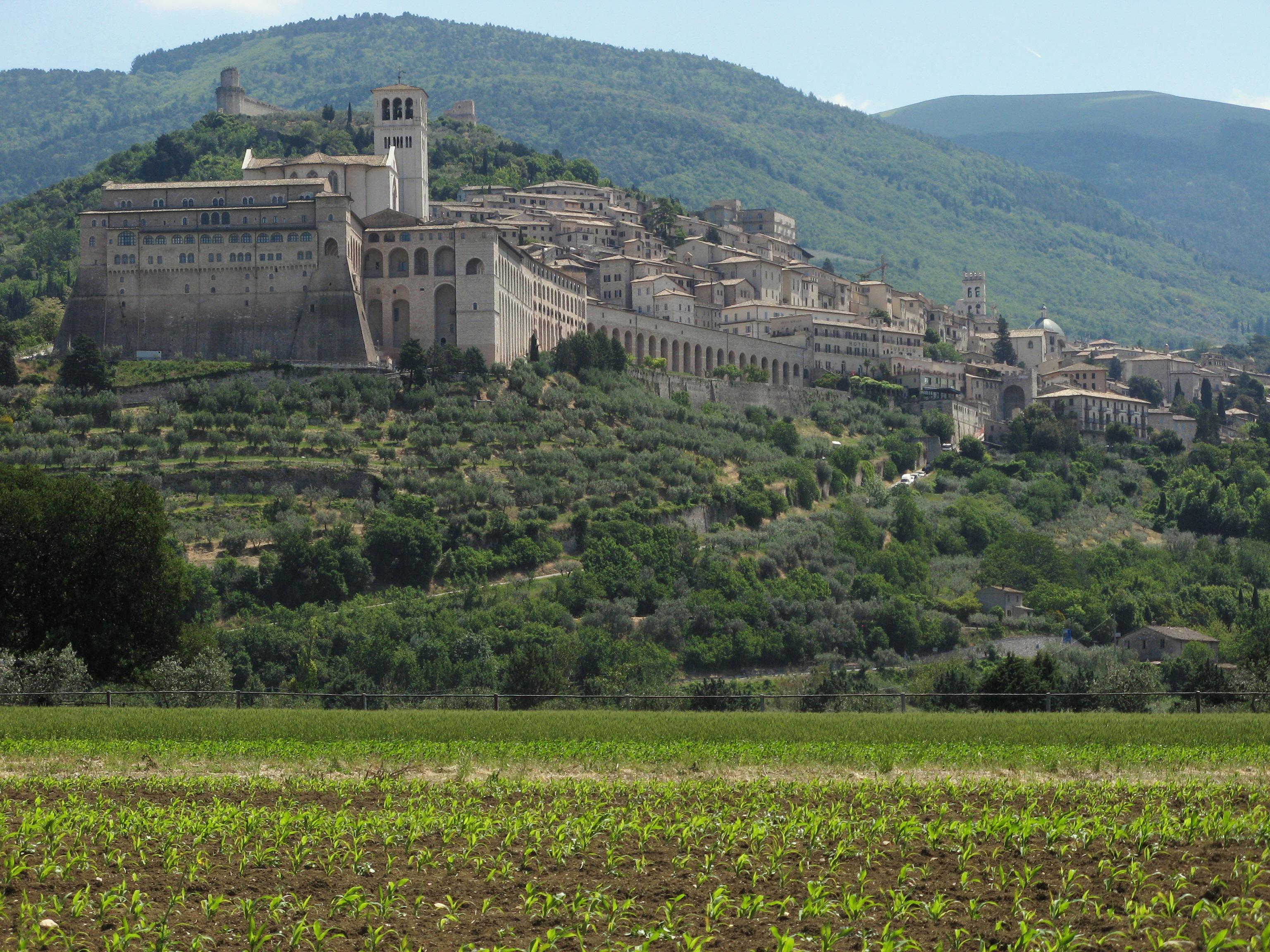
Der Sacro Convento in Assisi

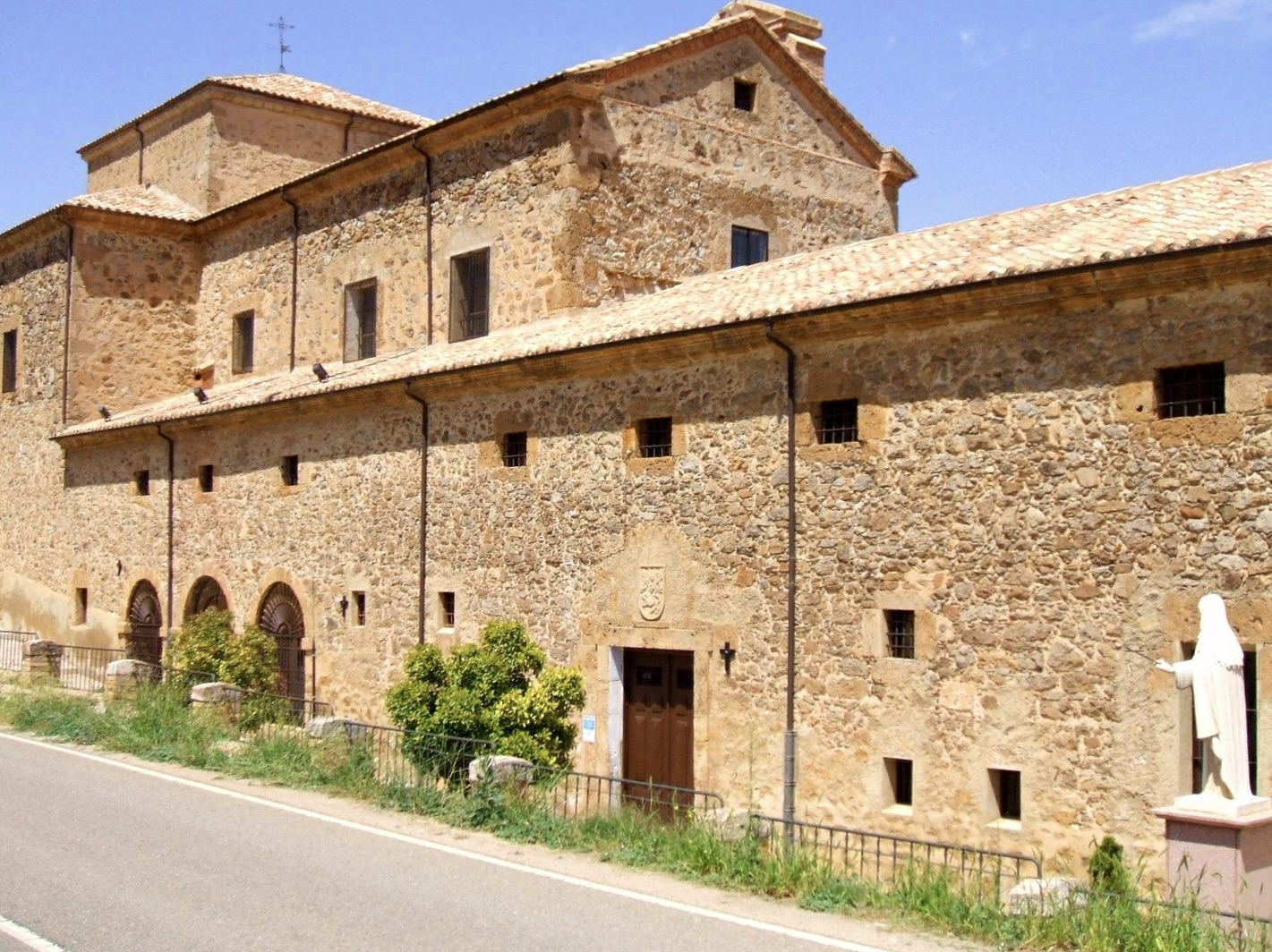
Der Konvent der Konzeptionistinnen im spanischen Ágreda, der von der ehrwürdigen Dienerin Gottes María von Ágreda gegründet wurde.

Ein Konvent (m., von lat. conventus ‚Versammlung‘) ist eine Niederlassung einer Ordensgemeinschaft, die aus weiblichen oder männlichen Ordensleuten (Nonnen, Mönchen, Ordensbrüdern oder Ordensschwestern) besteht. Sowohl die Gesamtheit der Angehörigen einer solchen Gemeinschaft als auch die Gebäude, in denen die Gemeinschaft lebt, können Konvent genannt werden.
Der Begriff kam in Gebrauch, als sich in der Kirchengeschichte die eremitische Lebensweise mit der zönobitischen verband. Die Eremiten der ostkirchlichen Lauren, die in einzelnen Zellenhäuschen oder Höhlen um die Kirche und die Zelle ihres Oberen lebten, wurden als Conventus bezeichnet. In der Westkirche war der Begriff früh allgemein gebräuchlich.
Im Hinblick auf den Wohnbereich eines Klosters bezieht sich Konvent genau genommen auf die Klöster klausuriert lebender Orden, insbesondere der Bettelorden, nicht auf eine Kongregation. Eine andere Bezeichnung für den Wohnbereich des Klosters, der den Bewohnern des Konvents vorbehalten ist, ist „Klausur“.
Im engeren Sinne bezeichnet Konvent die Versammlung der Konventualen, der stimmberechtigten Mitglieder der Gemeinschaft. Stimmberechtigt sind alle Mitglieder einer Klostergemeinschaft, die die feierliche Profess abgelegt haben. In monastischen Orden gehörten Konversen und Laienschwestern nicht zum Konvent; allerdings hat das Zweite Vatikanische Konzil diese Unterscheidung zugunsten eines „brüderlichen Bandes unter den Mitgliedern“ und „eines einzigen Standes von Schwestern“ aufgehoben.
Bei Gemeinschaften von Ordensschwestern, deren Lebensweise nicht an ein bestimmtes Kloster gebunden ist, spricht man von Niederlassung. Jesuiten und Oblaten (O.M.I.) bezeichnen ihre Niederlassungen als Kommunität oder Haus. Die Klöster der Dominikaner sind Konvente unter Leitung eines Priors; bei weniger als sechs Mitgliedern spricht man von einem Domus (Haus).  Die franziskanischen Männerorden kennen den Konvent unter Leitung eines Guardians, bei den Franziskanern früher mit mindestens zwölf Brüdern – darunter mussten sechs Brüder mit ewiger Profess und vier Priester sein. Er wird auch als Vollkloster bezeichnet. Kleinere Kommunitäten hießen Hospiz oder Residenz und standen unter der Leitung eines Präses.